# Peter Meyer
Peter Meyer (* 18. únor 1940 Düsseldorf) je bývalý německý fotbalista, útočník. Se 119 góly ve 174 utkáních je nejlepším střelcem Fortuny Düsseldorf v historii.

## Fotbalová kariéra
Začínal v týmu TuRu Düsseldorf.
V německé bundeslize hrál za Fortunu Düsseldorf a Borussii Mönchengladbach. Nastoupil ve 44 bundesligových utkáních a dal 27 gólů. V roce 1970 vyhrál s Borussií Mönchengladbach bundesligu. V roce 1968 utrpěl při tréninku zranění, po kterém odehrál již jen v roce 1970 jeden poločas. Kariéru ukončil v týmu VfL Benrath. Za reprezentaci Německa nastoupil v roce 1967 v utkání kvalifikace mistrovství Evropy v Albánii.

## Ligová bilance
| Ročník                                    | Zápasy | Góly | Klub                     |
| ----------------------------------------- | ------ | ---- | ------------------------ |
| Fußball-Oberliga West 1960/1961           | -      | -    | Fortuna Düsseldorf       |
| Fußball-Oberliga West 1961/1962           | -      | -    | Fortuna Düsseldorf       |
| Fußball-Oberliga West 1962/1963           | -      | -    | Fortuna Düsseldorf       |
| 2. německá fotbalová Bundesliga 1963/1964 | 34     | 29   | Fortuna Düsseldorf       |
| 2. německá fotbalová Bundesliga 1964/1965 | -      | -    | Fortuna Düsseldorf       |
| 2. německá fotbalová Bundesliga 1965/1966 | -      | -    | Fortuna Düsseldorf       |
| Německá fotbalová Bundesliga 1966/1967    | 25     | 8    | Fortuna Düsseldorf       |
| Německá fotbalová Bundesliga 1967/1968    | 18     | 19   | Borussia Mönchengladbach |
| Německá fotbalová Bundesliga 1968/1969    | 0      | 0    | Borussia Mönchengladbach |
| Německá fotbalová Bundesliga 1969/1970    | 1      | 0    | Borussia Mönchengladbach |
| CELKEM Německá fotbalová Bundesliga       | 44     | 27   |                          |